# Zaletta nikitini
Zaletta nikitini är en insektsart som beskrevs av Webb 1983. Zaletta nikitini ingår i släktet Zaletta och familjen dvärgstritar. Inga underarter finns listade i Catalogue of Life.